# Yazılıkaya

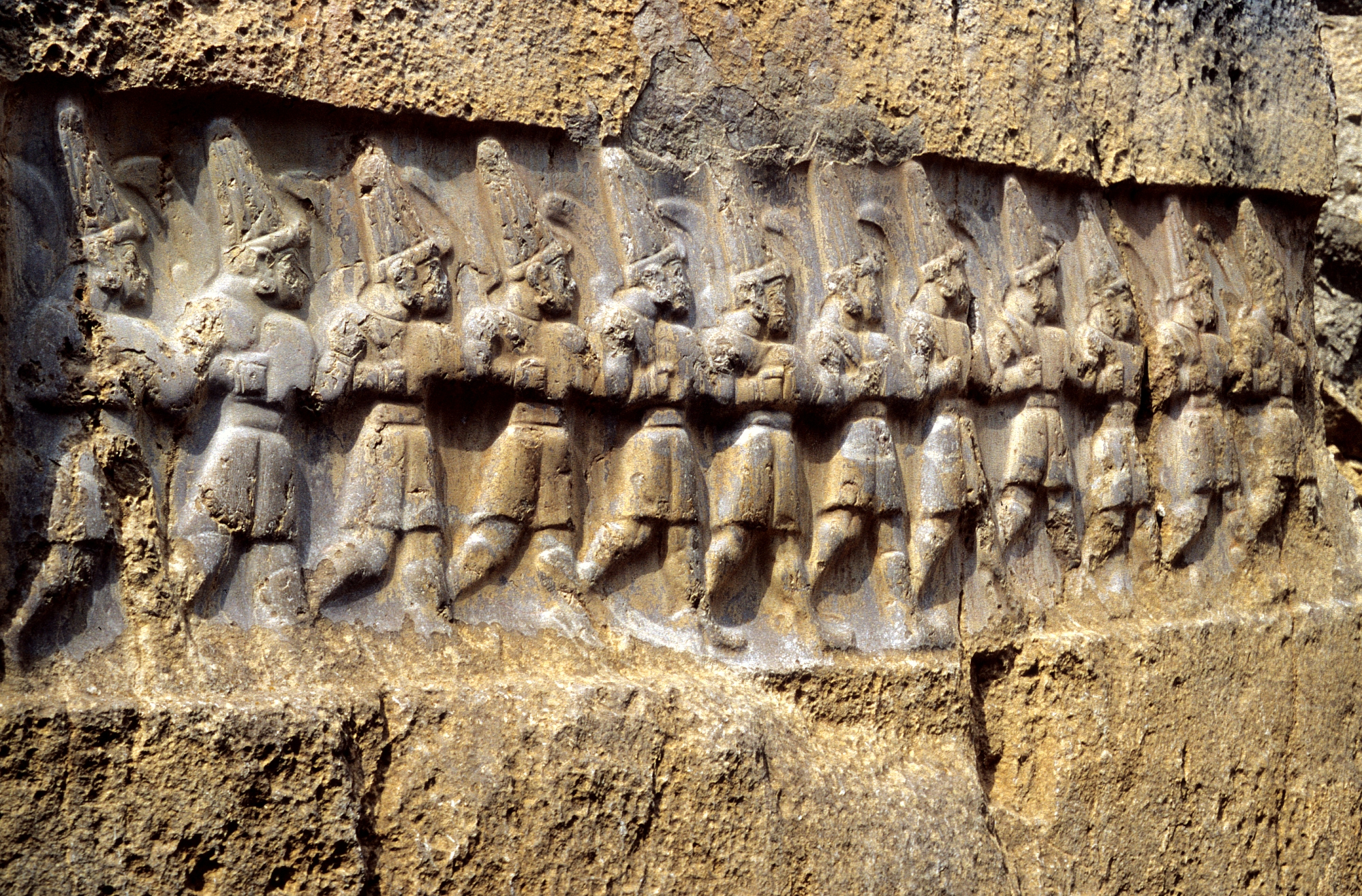
Reliéf s dvanácti bohy z podsvětí

Yazılıkaya (turecky znamená popsaná skála) byla svatyně v Chattušašu, hlavním městě chetitské říše, v dnešní turecké Çorumské provincii. Od roku 1986 je lokalita zařazena mezi světové dědictví.
Do dnešní doby zde zbyly reliéfy tesané do skály a zobrazující chetitská božstva. Zdejší svatyně byly využívány pravděpodobně již od patnáctého století před naším letopočtem, ale většina reliéfů pochází z třináctého století před naším letopočtem.